# Siwat Rawangpa
Siwat Rawangpa (thailändisch ศิวัช ระวังป่า; * 30. August 2001), auch als Boss bekannt, ist ein thailändischer Fußballspieler.

## Karriere
Siwat Rawangpa erlernte das Fußballspielen in der Jugend vom Zweitligisten Lampang FC in Lampang. Im Dezember 2019 unterschrieb er einen Vertrag beim Viertligisten Bankhai United FC. Der Verein aus Ban Khai spielte in der Eastern Region der Liga. Hier kam er jedoch nicht zum Einsatz. Anfang Juni 2021 wechselte er zum BG Pathum United FC. Nach zwei Monaten wurde er die Saison 2021/22 an den Zweitligisten Raj-Pracha FC ausgeliehen. Für den Verein aus der Hauptstadt Bangkok kam er jedoch nicht zum Einsatz. Die nachfolgende Spielzeit wurde er an den Drittligisten STK Muangnont FC verliehen. Mit dem Verein aus der Provinz Ayutthaya spielte er neunmal in der Bangkok Metropolitan Region. Nach Vertragsende bei BG unterschrieb er im August 2023 einen Vertrag bei seinem ehemaligen Verein Bankhai United FC. Der Verein spielte in der Eastern Region der dritten Liga. Hier kam er zwölfmal in der Liga zum Einsatz. Nach einer Spielzeit wechselte er im Sommer 2024 zum Zweitligaaufsteiger Sisaket United FC. Sein Zweitligadebüt für den Verein aus Sisaket gab Rawangpa am 15. September 2024 (5. Spieltag) im Heimspiel gegen den Chiangmai United FC. Bei dem 1:1-Unentschieden wurde er in der 63. Minute für Heman Kittiamphaipruek eingewechselt. Nach vier Ligaspielen wechselte er im August 2025 zu dem ebenfalls in der zweiten Liga spielenden Kasetsart FC.

## Sonstiges
Siwat Rawangpa ist der Sohn des ehemaligen thailändischen Nationaltorhüters Kittisak Rawangpa.